# Todd Boehly

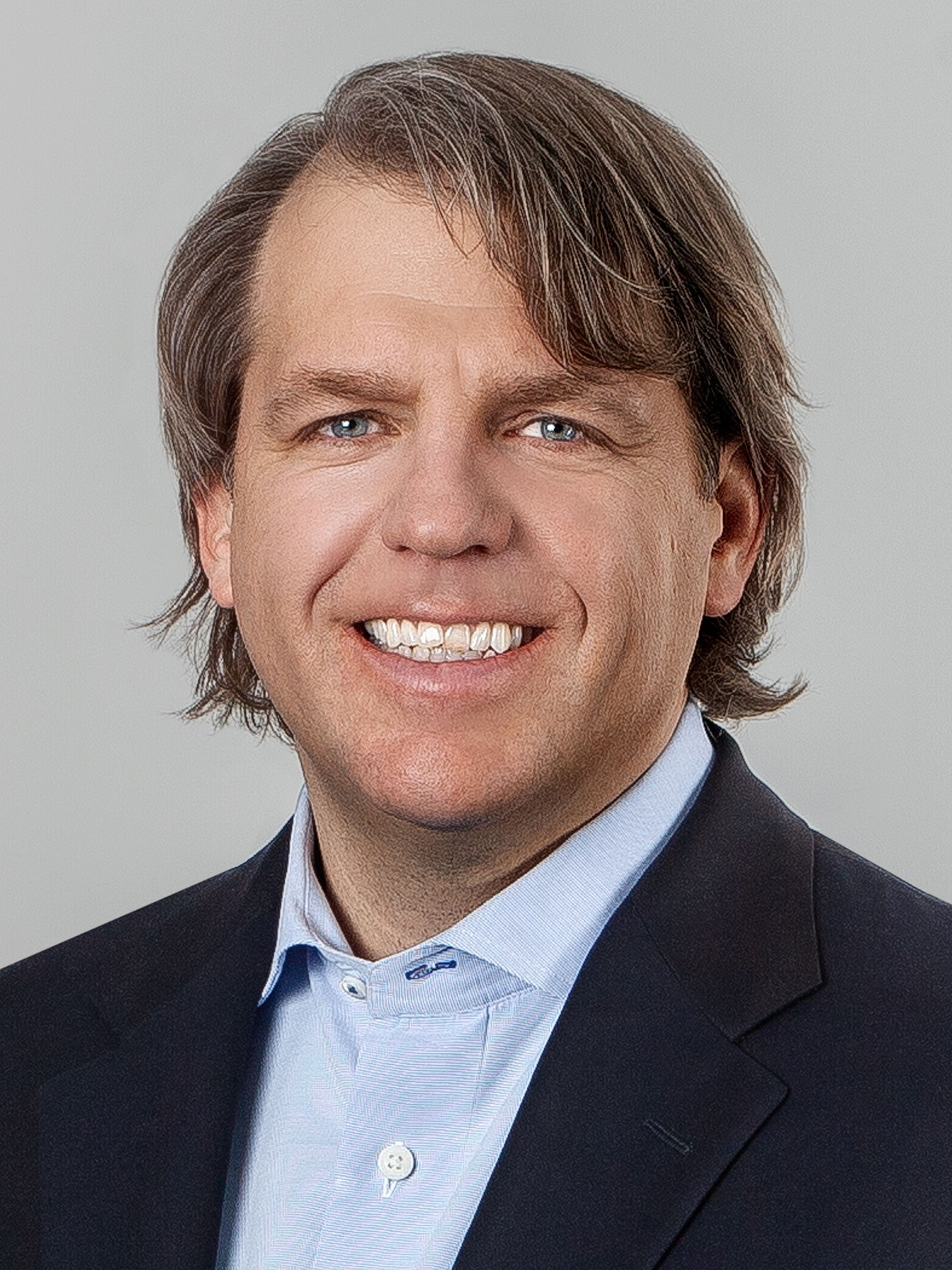
Todd Boehly (2019)

Todd Lawrence Boehly (* 20. September 1973) ist ein US-amerikanischer Unternehmer. Er ist Mitgründer, Vorsitzender und Chief Executive Officer (CEO) von Eldridge Industries, eine Holdinggesellschaft mit Hauptsitz in Greenwich, Connecticut. Seit Mai 2022 ist er Mitbesitzer des FC Chelsea und seit Juni 2023 von Racing Straßburg. Boehly besitzt zudem Anteile an den Los Angeles Dodgers, Los Angeles Lakers, Los Angeles Sparks, Cloud 9 und DraftKings. Im August 2023 wurde sein Vermögen auf 5,3 Milliarden US-Dollar geschätzt.

## Frühe Jahre und Ausbildung
Boehly, dessen Großeltern aus Deutschland eingewandert waren, besuchte die Landon School in Bethesda, Maryland. Er war Mitglied des Ringerteams, welches sowohl 1990 als auch 1991 die IAC-Meisterschaft gewann. 2014 wurde die Ringer-Anlage der Schule nach Boehly benannt.
Er schloss sein Studium am College of William & Mary mit einem Bachelor of Business Administration (BBA) ab. Außerdem studierte er an der London School of Economics and Political Science. Während seines Studiums arbeitete Boehly bei der Citibank und dann bei CS First Boston, um Erfahrungen im Finanzbereich zu sammeln.

## Karriere

### Unternehmerischer Aufstieg
Den Anfang seiner Karriere verbrachte Boehly bei Credit Suisse First Boston und J.H. Whitney & Company. 2001 kam er zu Guggenheim Partners, wo er die Verantwortung für das Vermögensverwaltungsgeschäft übernahm und zuletzt als Präsident tätig war.
Anfang 2013 leitete Boehly, als Miteigentümer der Los Angeles Dodgers, Verhandlungen zwischen Time Warner Cable und den Dodgers zur Gründung von SportsNet LA, ein regionaler Sender, der alle Spiele des Baseballteams ausstrahlen soll. Die Ausstrahlung des neuen Netzwerks begann zur Baseball-Saison 2014.
2015 kaufte Boehly einige Vermögenswerte von Guggenheim, darunter The Hollywood Reporter, Dick Clark Productions und Security Benefit, um Eldrige Industries zu gründen, eine private Holdinggesellschaft, die in verschiedene Branchen investiert. Neben Greenwich hat Eldrige auch Büros in New York, London und Beverly Hills.
Boehly ist Vorsitzender von Security Benefit und MRC Entertainment, dem Eigentümer von Dick Clark Productions. Er ist im Vorstand der Los Angeles Lakers, CAIS, Flexjet, PayActiv, Kennedy Wilson, Cain International, Vivid Seats und Horizon Acquisition Corporation.

### Investitionen im Sport
Seit 2012 besitzt Boehly 20 % der Los Angeles Dodgers und ist Miteigentümer der Los Angeles Sparks. Boehly und Mark Walter erwarben im Juli 2021 gemeinsam einen Anteil von 27 % an den Los Angeles Lakers von Philip Anschutz. Am 14. Dezember 2021 wurde bekannt, dass Boehly eine Eigentümergruppe anführt, die in Verhandlungen über den Kauf einer Mehrheitsbeteiligung an den Washington Spirit steht. Am 12. Januar 2022 wurde berichtet, dass Boehly sich aus den Verhandlungen über den Kauf des Teams zurückgezogen hat.
2019 versuchte Boehly den englischen Fußballverein FC Chelsea zu kaufen, jedoch lehnte der damalige Eigentümer Roman Abramowitsch das Übernahmeangebot ab.
Am 7. Mai 2022 gab der englische Fußballclub FC Chelsea nach dem Ausstieg von Abramowitsch bekannt, dass eine Vereinbarung zur Übernahme des Clubs durch eine Gesellschaft bestehend aus Boehly, der Clearlake Capital Group, Mark Walter und Hansjörg Wyss getroffen wurde. Am 25. Mai 2022 genehmigte die britische Regierung die Übernahme.
Seit Juni 2023 besitzt er die Mehrheit am französischen Fußballverein Racing Straßburg.
Boehly ist Eigentümer des Fantasy-Sport-Unternehmens DraftKings und der E-Sport-Organisation Cloud 9.

## Privates
Boehly ist mit Katie Boehly verheiratet und lebt in Darien, Connecticut. Zusammen haben sie drei Kinder.
Boehly hat 2014 zusammen mit seiner Frau geholfen, das Boehly Center for Excellence in Finance an der Raymond A. Mason School of Business von William & Mary zu gründen. 2020 halfen beide bei der Finanzierung des Baus eines neuen Sportkomplexes und eines Sportleistungszentrums für die Universität.
Außerdem engagiert er sich für verschiedene Organisationen, darunter Finding a Cure for Epilepsy and Seizures (FACES), die Brunswick School, die Prostate Cancer Foundation und die Focused Ultrasound Foundation.